# Teatro Olimpico

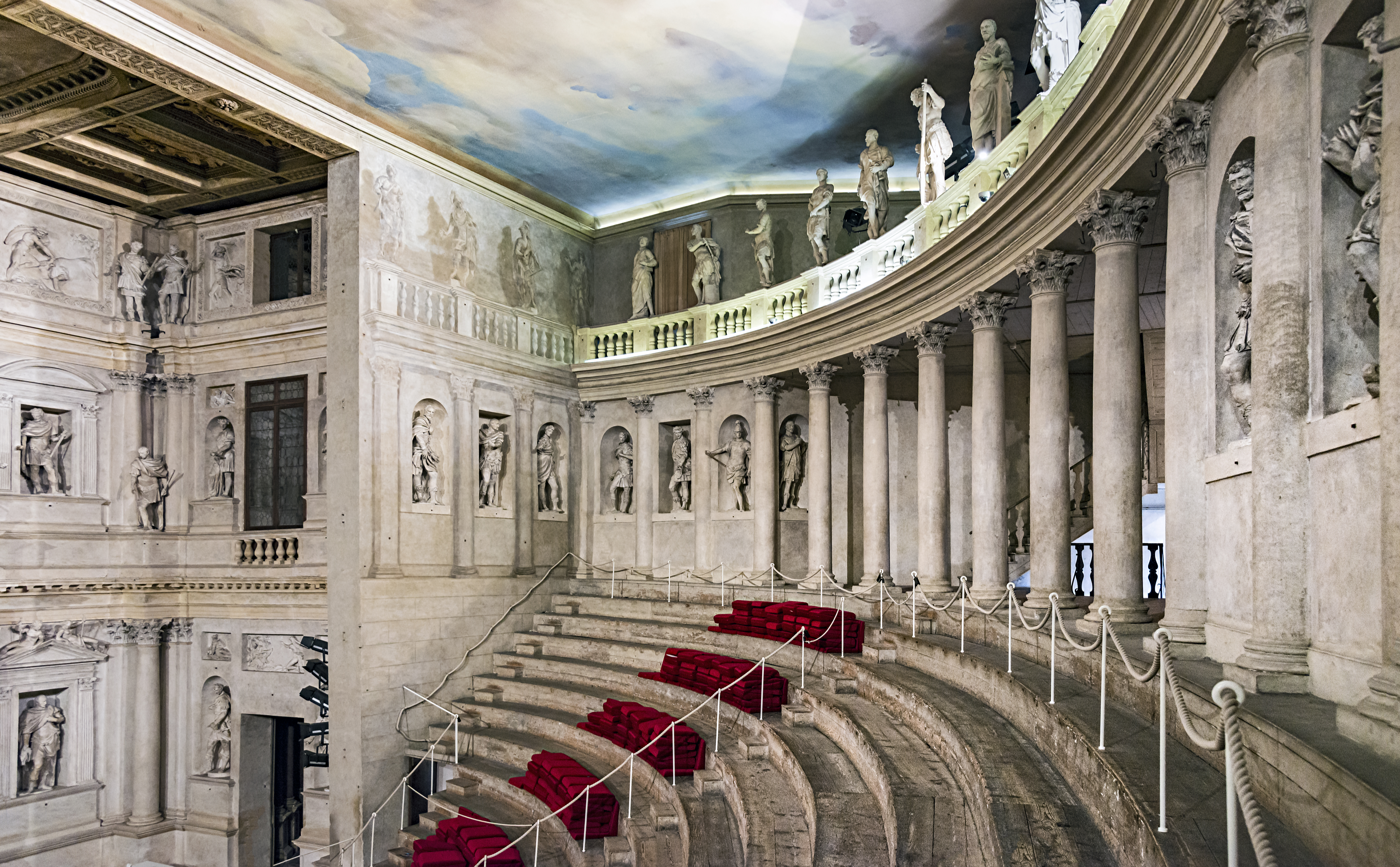
Teatro Olimpico

Teatro Olimpico är en teater i Vicenza, ritad av arkitekten Andrea Palladio. Den fullbordades av hans elev Vincenzo Scamozzi 1585. Den anses vara den första teatern med tak.
Teatro Olimpico upptogs, tillsammans med Palladios andra byggnadsverk i Vicenza, på Unescos världsarvslista 1994. Teatern ingår i den italienska rutten av Europavägen historiska teatrar.
Teatro Olimpico var Palladios sista verk. Han kom till Vicenza från Venedig 1579 och fick i uppdrag av Accademia Olimpica att rita en ny teater nära Palazzo Chiericati. Arbetena började 1580 och fortsatte till 1584, när cavea och proscenium fullbordades.